# Georg Balthasar Schott
Georg Balthasar Schott (Schönau, 22 ottobre 1686 – Gotha, 26 marzo 1736) è stato un compositore e organista tedesco.

## Biografia
Dopo aver frequentato il ginnasio a Gotha, Georg Balthasar Schott studiò presso le università di Jena e di Lipsia. Fu organista della Neukirche di Lipsia dal 1º agosto 1720. In seguito divenne compositore municipale di Gotha nel 1729. Fino al 1729 fu inoltre direttore del Collegium Musicum di Lipsia, una società di studi musicali fondata da Georg Philipp Telemann nel 1703 e presieduta, dopo di lui, da Johann Sebastian Bach.
| Controllo di autorità | VIAF (EN) 47956752 · CERL cnp01129417 · GND (DE) 133590968 |